# Топонимия провинции Артвин

Название села Опиза в турецких источниках передаётся как Обизе. В 1925 году оно было переименовано в Багджылар (в пер. с тур. — «виноградари»). В прошлом село Опиза было местом расположения одного из значимых памятников Грузинской православной церкви — монастыря Опиза. Фото: Александр Павлинов, 1888 год.

Топонимия провинции Артвин — совокупность географических названий (топонимов), исторически сформировавшихся на территории современной провинции Артвин на северо-востоке Турции. Регион, ранее входивший в состав исторической Грузии (область Тао-Кларджети), отличается богатым и многообразным топонимическим наследием, включающим грузинские, лазские, армянские и турецкие наименования.
В течение XX века, в рамках государственной политики тюркизации, значительная часть традиционных топонимов была заменена на новые — соответствующие языковым и идеологическим нормам кемалистского государства. Основными целями переименований являлись унификация административной карты, устранение так называемых «иностранных» названий и формирование единой национальной идентичности.

## Введение
Историческая область Кларджети, охватывающая современные территории провинции Артвин в северо-восточной части Турции, на протяжении веков играла важную роль как политический и культурный центр в истории Грузии. Основное население бассейна реки Чорох традиционно составляли грузины, что обусловило преобладание грузинских топонимов на данной территории.
С включением Кларджети в состав Османской империи в XVI веке начался процесс постепенного искажения местных географических названий. Наиболее частыми причинами таких искажений были неточные транскрипции и адаптации в османских административных документах, составленных писцами, не владевшими грузинским языком. В результате, в ряде случаев восстановление оригинальной формы топонимов оказалось невозможным.
Грузинский историк Павел Ингороква в своём труде «Георгий Мерчуле» подробно исследовал топонимию региона Кларджети. Он отмечал, что большинство упоминаемых в источниках названий имеют явно грузинское происхождение. Среди них — Артануджи, Ахиза, Анча, Опиза, Парехи, Хандзта, Шатберди, Берта, Долискана, Тбети, Карчхали и другие. Эти топонимы отражают древнюю кавказскую языковую основу и связаны с картвельскими языками, прежде всего грузинским, а также мегрельским и лазским.

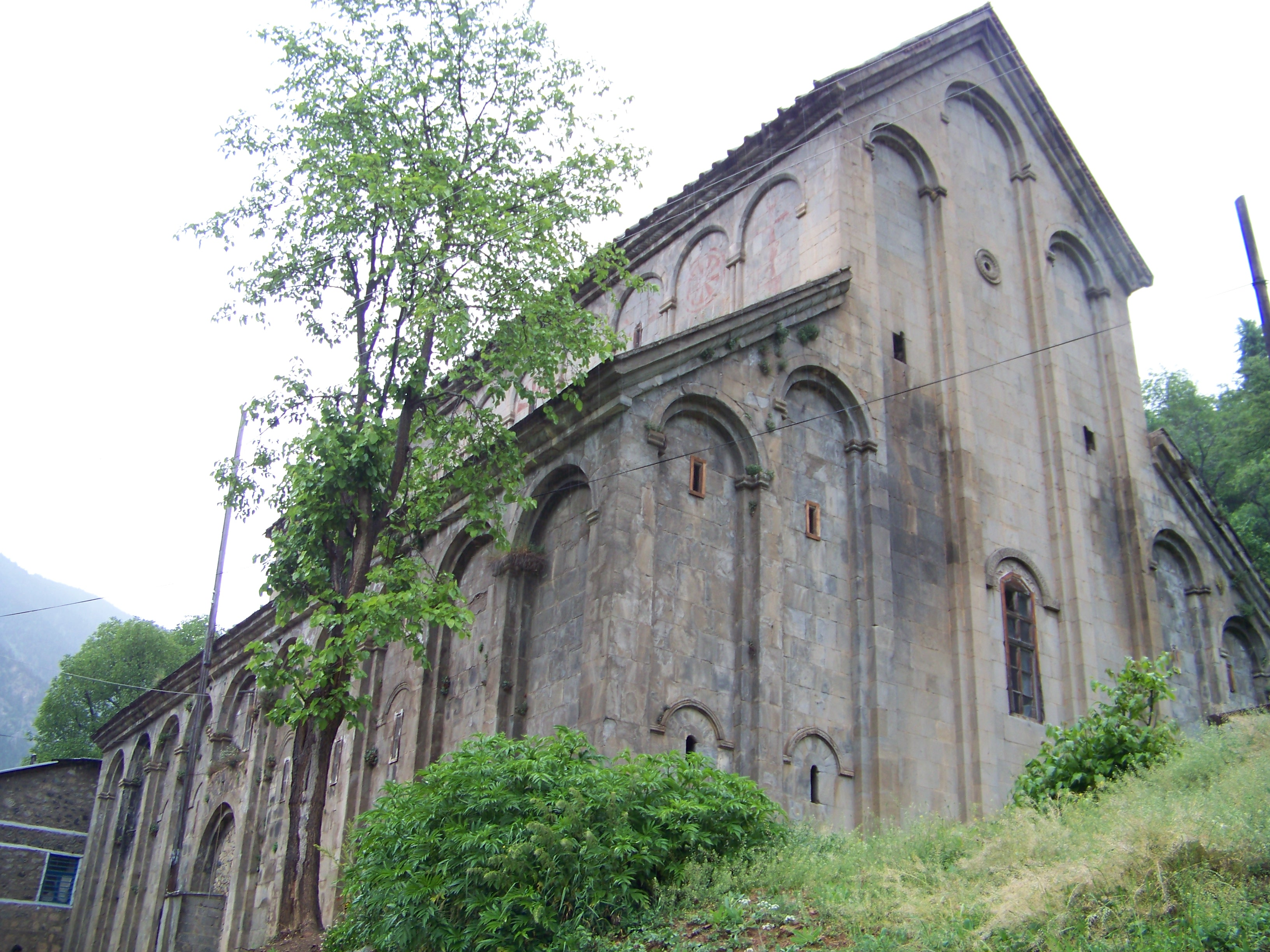
Монастырь Пархали. Название села было сперва изменено на Бархал, затем — на Алтыпармак. Соответственно, монастырь стал называться Бархалским.

По мнению Ингороквы, схожие топонимы встречаются и в центральных районах Грузии, что указывает на единую историко-топонимическую базу региона. Отсутствие аналогичных форм в других языках служит дополнительным доказательством грузинского происхождения большинства местных географических названий.

## Основные топонимы
На территории современной провинции Артвин в Турции до настоящего времени сохранился ряд древних географических названий, происхождение которых восходит к доосманскому периоду. Среди них выделяются такие ключевые топонимы, как Артануджи (груз. არტანუჯი), Шавшети (груз. შავშეთი), Хертвиси (груз. ხერთვისი), Пархали (груз. პარხალი) и другие.

В процессе включения указанных наименований в османскую документацию происходили искажения, обусловленные как фонетическими трудностями, так и ограничениями османского алфавита, не способного точно передавать отдельные звуки грузинского языка. Так, например, грузинское «Пархали» было трансформировано в «Бархал», а «Хертвиси» стало «Хертевис».

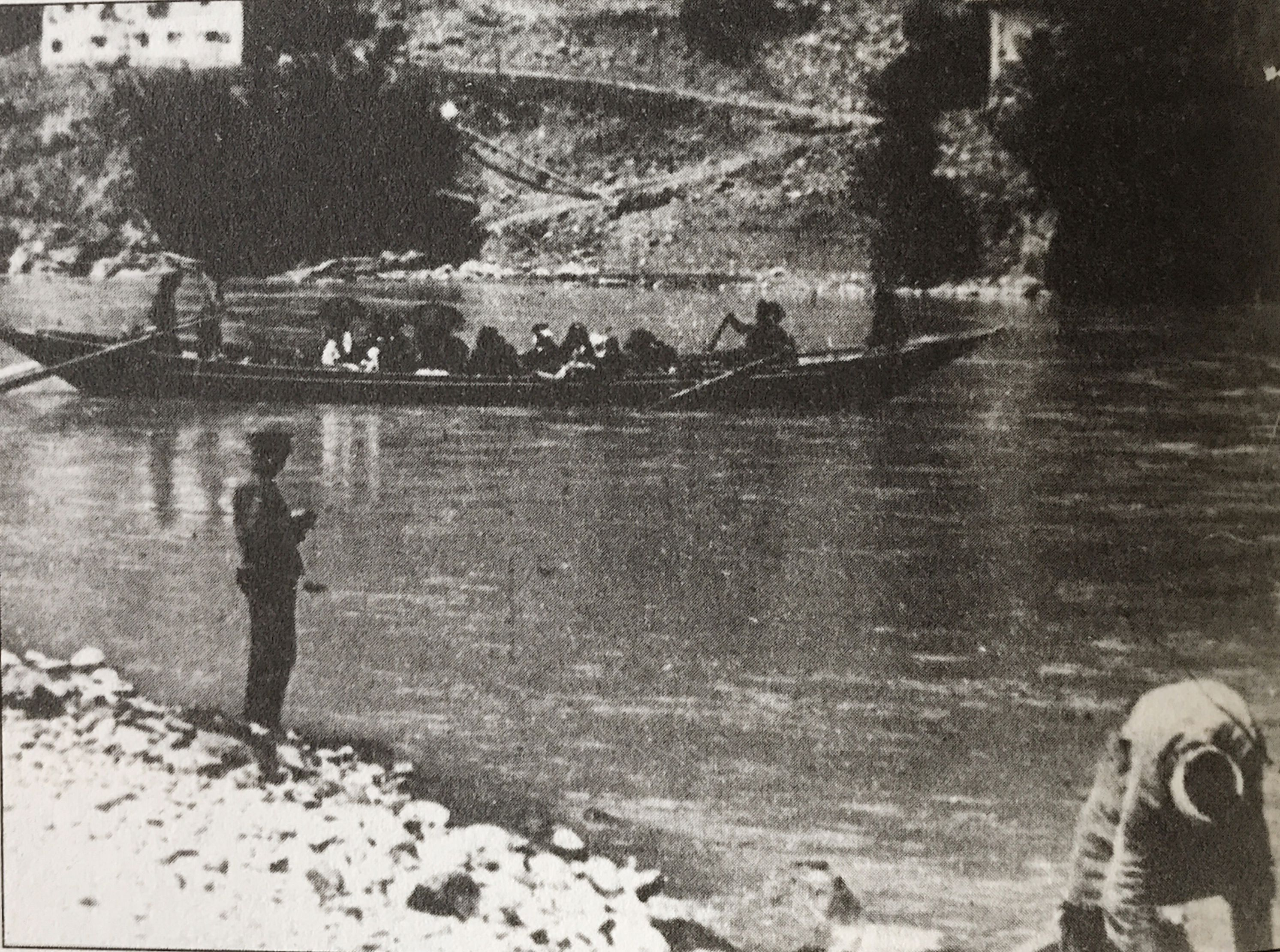
Название Црия было сперва изменено на Сирия, а затем — на Зейтинлик. Сирия служила пристанью для лодок, курсировавших по Чороху. Конец XIX века. Иллюстрация из книги «Три месяца в Турецкой Грузии» генерала Георгия Казбека.

Некоторые топонимы подверглись настолько глубокой деформации, что их первоначальная форма стала практически неустановимой. Показателен пример названия Сирия, которое, по предположению исследователей, восходит к грузинскому «Црия» (груз. წრია). Эта версия остаётся гипотетической, однако известно, что уже в XX веке населённый пункт был официально переименован в Зейтинлик решением провинциального совета.
Другим примером может служить деревня Муратлы в районе Борчка, название которой восходит к грузинскому «Марадиди» (груз. მარადიდი), османизированному как «Марадит».
Интересен также случай деревни Каршикёй, до 1925 года называвшейся Хеба (груз. ხება). По мнению некоторых исследователей, это название является искажённой формой грузинского слова «хеоба» (груз. ხეობა), означающего «ущелье» или «долина».
Нижнее течение реки Чорох в разные исторические эпохи обозначалось различными, но фонетически близкими наименованиями: Нигали, Лигани, Ливана, Ливане. Однако точное восстановление исходного топонима на сегодняшний день затруднено ввиду отсутствия надёжных письменных источников.

## Изменение топонимов

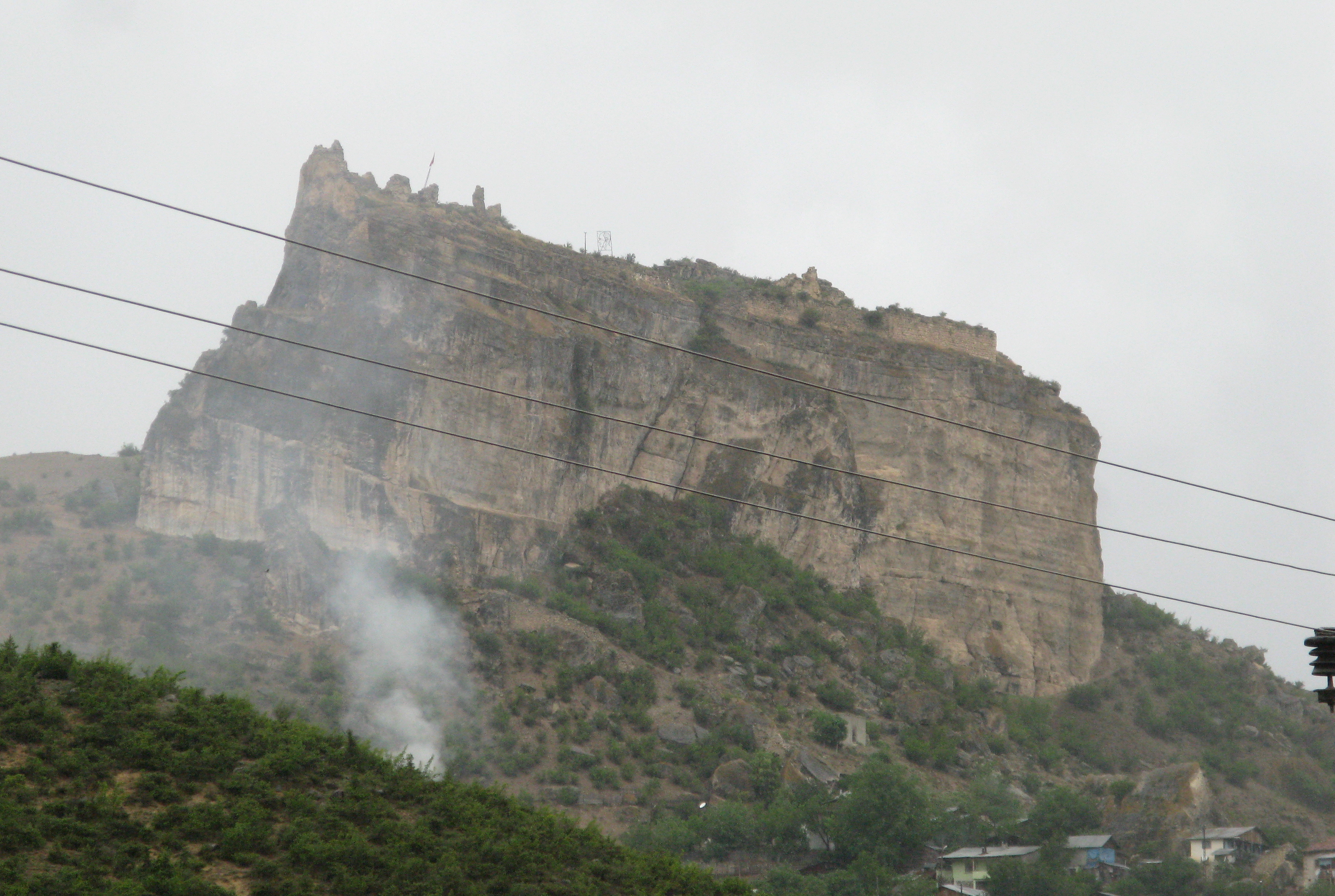
Крепость Артануджи (ныне Ардануч) — некогда один из центров грузинского царства.

Систематические попытки изменения топонимов на территории современной Турции начались в 1913 году. Однако из-за недостаточного сбора информации процесс был завершён только к 1916 году. В этот период, например, предполагалось изменить названия некоторых прибрежных городов Чёрного моря: Бафра на «Кызырыма́к», Юфке на «Сарайбахче», Фатса на «Ялысарай», Тиреболу на «Акчаяурт», а Хопа на «Джихадие».
После распада Османской империи процесс переименования продолжился. В 1925 году решением провинциального совета провинции Артвин массово изменили названия населённых пунктов, большинство из которых имели грузинское происхождение.
Переименования в провинции Артвин в 1925 году:
- В центральной нахии Артвина — 33 деревни,
- В нахии Ардануч — 53,
- В центральной части района Борчка — 40,
- В Мургуле — 26,
- В нахии Мачахели — 8,
- В районе Шавшат — 24,
- В нахии Мериа — 16,
- В Имерхеве — 16.

Хотя большинство изменений произошло в 1925 году, официальный статус они получили только в конце 1940 года согласно циркуляру № 8589 Министерства внутренних дел.
Некоторые районы, такие как Юсуфели, Хопа и Архави, в тот период административно относились к провинциям Эрзурум и Ризе, поэтому их топонимы остались неизменными.
В 1927 году, вскоре после массового переименования, в провинции Артвин был официально запрещён разговорный грузинский язык.
Переименования нахий в 1964 году:
- Берта → Ортакёй,
- Сирия → Зейтинлик,
- Мачахель → Джамили,
- Марадит → Муратлы,
- Мургул → Гёктащ,
- Мериа → Великёй,
- Эркинис → Демиркент,
- Эрсис → Кылычкая.

Позднее, с упразднением системы нахий, эти населённые пункты получили статус деревень.
Географические объекты:
В 1969, 1970 и 1975–1976 годах были переименованы горы, холмы, перевалы, поля, кварталы и долины, имевшие, как правило, грузинские названия.
Несмотря на официальные изменения, многие исторические топонимы, особенно грузинские, продолжают использоваться местными жителями в устной речи.
По оценке Нишаняна, 500 грузинских и лазских географических названий были изменены на турецкие.

Грузинские и лазские топонимы, переименованные в Турции

## Определение новых топонимов
Официальные данные о критериях, использовавшихся для выбора новых названий населённых пунктов в провинции Артвин, отсутствуют. Тем не менее, анализ ряда топонимов позволяет предположить, что в некоторых случаях их выбор был связан с характерной для региона сельскохозяйственной продукцией.
Так, например, название деревни Сирия было изменено на Зейтинлик («Оливковая роща»), вероятно, из-за развитого в этом районе оливководства. Аналогично, деревня Опиза получила новое название Багджылар («Виноградари»), что, предположительно, связано с традицией виноградарства в регионе.
Однако не все переименования поддаются логическому объяснению. Например, изменение названия деревни Эбрика (груз. ებრიკა) на Ибрикли вряд ли связано с производством кувшинов (ибриков) и, скорее всего, представляет собой адаптацию оригинального названия к турецкой фонетике. Подобным образом, названия Берта и Хеба были заменены на Ортакёй («Общее село») и Каршикёй («Противоположное село»), что, вероятно, связано с их географическим расположением.
Некоторые переименования, напротив, не имеют очевидных ассоциаций с местной спецификой или географией. Например, изменение названия деревни Зедваке (груз. ზედვაკე) на Дюзэнли («Упорядоченное») или деревни Эпрати (груз. ეფრატი) на Эфелер («Храбрецы») не объясняется ни особенностями местного производства, ни географическим положением. Эти случаи свидетельствуют об отсутствии чёткой системы или последовательности в процессе выбора новых названий.
Особенно показателен пример нахии Мачахели, название которой в 1925 году было изменено на «Чатак», а в 1964 году — на Джамили. Это демонстрирует непоследовательность и произвольность, характерные для процесса переименования топонимов.

## Исследования, посвящённые топонимии Артвина
В 2013 году Танер Артвинили опубликовал труд Artvin Yer Adları Sözlüğü («Словарь топонимов Артвина»), который стал первой комплексной работой, систематизирующей информацию о топонимах региона.
Ещё ранее, в 1927 году, аналогичное исследование провёл Муваххид Зеки, занимавший должность инспектора начального образования в регионе. Его труд Artvin Vilayeti Hakkında Malumatı Umumiye («Общие сведения о вилайете Артвин»), изданный на османском языке, содержал списки прежних и новых названий населённых пунктов, а также подробные описания ряда из них. В 2010 году эта работа была переиздана с использованием латинского алфавита, что сделало её доступной для современного читателя.
Значительный вклад в изучение исторической топонимии внёс также Озхан Озтюрк в двухтомной энциклопедии Karadeniz – Ansiklopedik Sözlük («Чёрное море — энциклопедический словарь»), опубликованной в 2005 году. Эта работа охватывает широкий спектр топонимов региона, включая Артвин, и представляет исторические данные о старых названиях.
Особое место среди источников занимает исследование грузинских учёных Роланда Топчишвили и Инги Гутидзе Топонимы Шавшети и Кларджети в русских документах XIX — начала XX века, изданное в 2019 году в Тбилиси. Работа основана на архивных русских документах и посвящена топонимии исторических областей Шавшети и Кларджети.
Помимо этого, вопрос переименования населённых пунктов Артвина неоднократно становился темой научных статей и специализированных исследований. Блог Tao-Klarceti, посвящённый истории и культуре региона, публикует материалы о деревнях Артвина, акцентируя внимание на их исторических, преимущественно грузинских, названиях.